# بطولة تونس لكرة السلة للرجال 1981–82
بطولة تونس لكرة السلة للرجال 1981–82 هو الموسم رقم 27 من بطولة تونس لكرة السلة للرجال.

فاز بهذا الموسم الزهراء الرياضية.

## روابط خارجية
- الموقع الرسمي للجامعة التونسية لكرة السلة.